# Копіювате
Копіювате —  селище в Україні, у Черкаському районі Черкаської області, підпорядковане Степанецькій сільській громаді. Населення 52 чоловіка, 17 дворів (на 2007 рік).

## Історія

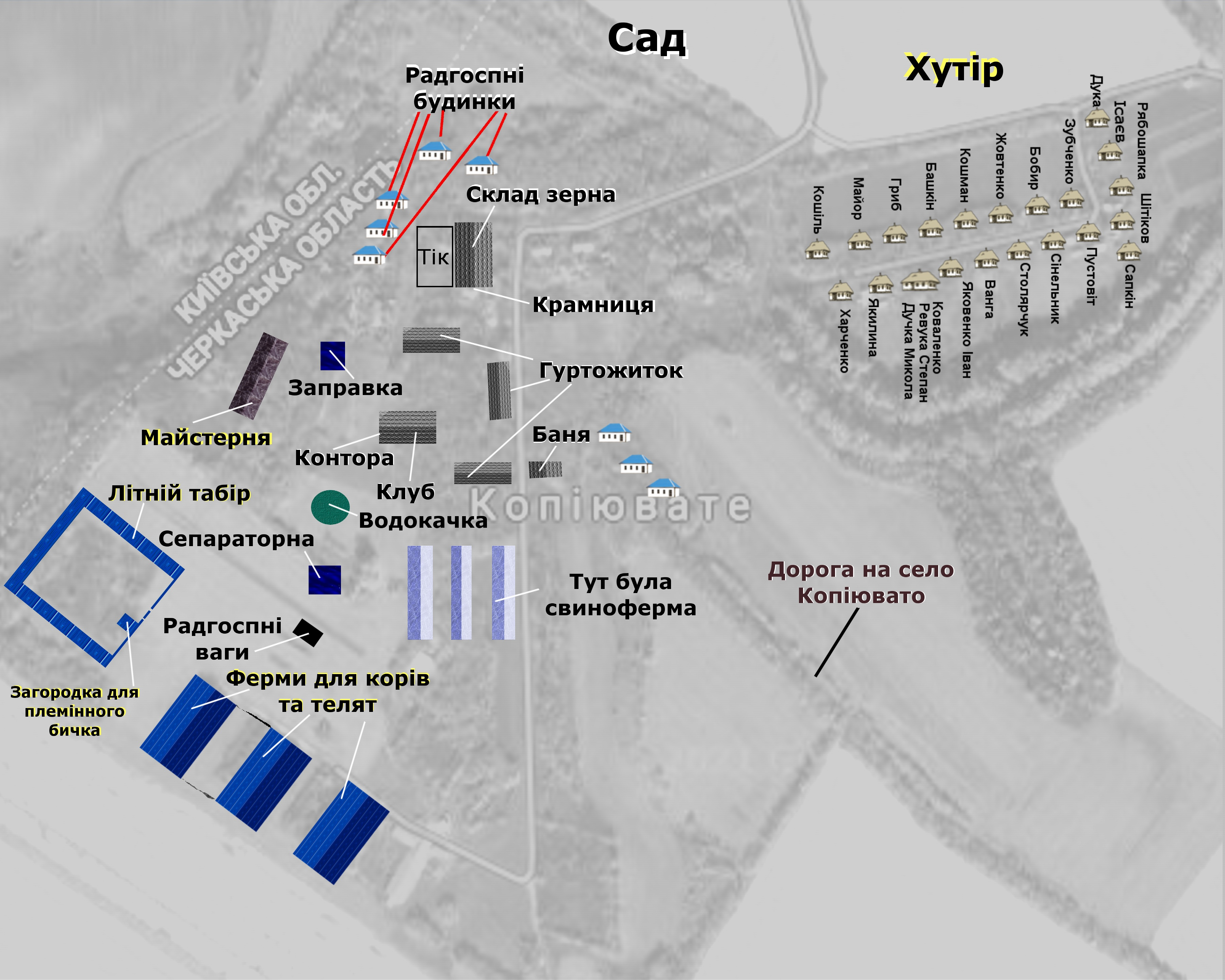

На картах 1868 року селища ще не було, а  сусіднє село називалося Копіовата. За неперевіреними усними джерелами селище називалось хутір Дубовий Яр.
У роки голодомору в 1932—1933 роках в селищі від голоду померло 200 чоловік.
Особливого розквіту селища набуло в по воєнні роки, коли йшло інтенсивне будівництво і працював Копіюватскій радгосп Мартиновського цукрового комбінату, що спеціалізувався на насінні цукрового буряка.
У цей час тут виросли сімейства Башкін, Дзюба, Дука, Дучка, Дикуша, Гриб, Жовтенко, Зубченко, Коваленко, Кошіль, Кошман, Майоров, Мединський, Пасічний, Пахаренко, Пустовіт, Ревука, Рябошапка, Сапкін, Сінельник, Смик, Смоляров, Столярчук, Тітов, Харченко, Шітіков, Чамата, Яковенко.

## Розташування будинків та господарських споруд в селищі Копіювате

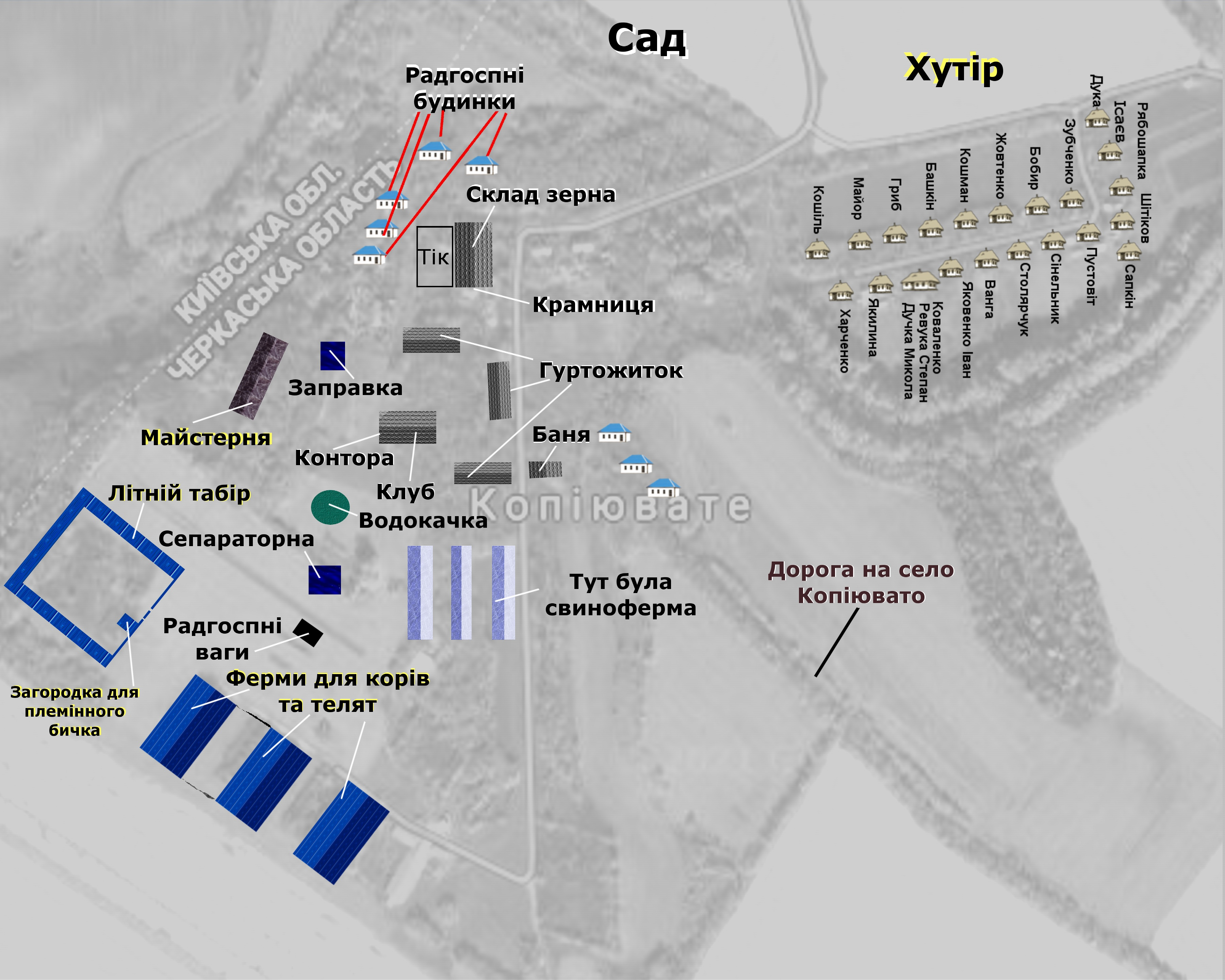
Карта Копіювате 1960 року

## Особистості
В селищі народився Щербак Микола Григорович (нар. 1948) — український історик.